# Nova (hệ điều hành)
Nova là một bản phân phối Linux được bảo trợ bởi nhà nước Cuba, được giới thiệu vào Tháng 2/2009. Nó được phát triển tại Havana bởi các sinh viên và giáo sư của trường Đại học Khoa học Thông tin (UCI) nhằm cung cấp một phần mềm tự do/mã nguồn mở (FLOSS) cho người dùng ít kinh nghiệm và các tổ chức của Cuba. Trong khi phiên bản đầu tiên dựa trên Gentoo, các nhà phát triển chuyển sang Ubuntu từ phiên bản 2.1
Vào tháng 5 năm 2016, các cuộc thảo luận về phiên bản 6.0 mới đã được tiến hành. Tuy nhiên, đến năm 2016, Distrowatch đã đánh dấu Nova là ngừng phát triển. và trang web www.nova.cu của nó đã bị gỡ xuống. Nova đã quay trở lại quá trình phát triển sau đó và phiên bản 8.0 đã được phát hành vào tháng 1-tháng 3 năm 2022.
Vào đầu năm 2018, kho lưu trữ và máy chủ tải xuống (repo.nova.cu) đã bị đóng cửa tạm thời, người dùng được yêu cầu chuyển sang CentOS, sau đó Nova đã tiếp tục phát triển sau đó vài tháng. Đến đầu năm 2019, trang web phân phối đã hoạt động trở lại và DistroWatch liệt kê nó là đang được phát triển tích cực. Tính đến tháng 2 năm 2025, trang web phân phối có vẻ như được bảo trì kém hoặc bị bỏ hoang, với các trình duyệt web hiển thị cảnh báo cho khách truy cập về chứng chỉ TLS đã hết hạn từ tháng 8 năm 2024.

## Mục tiêu và sự chấp nhận
Mục tiêu của Nova là đạt được "Chủ quyền và độc lập công nghệ" và để nó được cài đặt trên tất cả máy tính tại Cuba nơi mà Microsoft Windows vẫn là hệ điều hành được sử dụng rộng rãi nhất. Hệ thống là hi vọng của chính phủ Cuba trong việc thay thế Windows. Hector Rodriguez, Giám đốc của UCI, nói rằng "phong trào phần mềm tự do là gần gũi hơn với các hệ tư tưởng của nhân dân Cuba, trên tất cả là sự độc lập và chủ quyền." Theo các viện dẫn khác, lý do để phát triển Nova bao gồm các lệnh cấm vận của Hoa Kỳ đối với Cuba đã gây khó khăn cho người dân Cuba để mua và cập nhật Windows, cũng như sự lo sợ các vấn đề bảo mật tiềm năng của chính phủ Cuba bởi các cáo buộc chính phủ Mỹ truy cập vào mã nguồn của Microsoft.
Cuba đang lên kế hoạch chuyển đổi Nova thành hệ điều hành chính của mình; Khi quá trình chuyển đổi hoàn tất nó sẽ được cài đặt trên 90% địa điểm làm việc. Vào đầu năm 2011, UCI thông báo rằng họ sẽ cài đặt hệ điều hành mới lên 8000 máy tính. Bắt đầu 2011, các máy tính mới sẽ được cài song song Windows và Nova.

## Phần mềm
Phiên bản đầu tiên của Nova, được gọi là Baire, dựa trên Gentoo Linux, trong khi Nova 2.1 Desktop Edition dựa trên Ubuntu. Nova Escritorio là bộ ứng dụng văn phòng của UCI nhằm thay thế cho Microsoft Office.

## Phiên bản
Hiện nay các nhà phát triển đang làm việc trên phiên bản 5.0 aka "Nova 2015", đó sẽ là một bản cập nhật lớn.
| Phiên bản                                                           | Tên mã | Ngày                |
| ------------------------------------------------------------------- | ------ | ------------------- |
| 1.1.2                                                               | Baire  | 20 tháng 2 năm 2009 |
| 2.0                                                                 |        | 2 tháng 12 năm 2009 |
| 2.1                                                                 |        | 4 tháng 6 năm 2010  |
| 2011-beta3                                                          |        | 12 tháng 2 năm 2011 |
| 3.0 (2011)                                                          |        | 2011                |
| 4.0 (2013, hỗ trợ dài hạn)                                          |        | 7 tháng 5 năm 2014  |
| 5.0 (2015)                                                          |        | 22 tháng 3 năm 2015 |
| 6.0 (2018)                                                          |        | 13 tháng 3 năm 2018 |
| Chú giải:Phiên bản cũPhiên bản mới nhấtPhiên bản xem trước mới nhất |        |                     |